# Палата надвојводе Албрехта
Палата надвојводе Албрехта (нем. Palais Erzherzog Albrecht) је палата у Бечу и налази се у старом или унутрашњем граду (нем. Innenstadt), у првом бечком бецирку (нем. Bezirk - бечке градске општине).
До Првог светског рата палата је било седиште врховног генерала аустријске односно аустроугарске војске. Данас је палата позната посебно због музеја Албертина.

## Историја
Палата је грађена на задњим делима бечких утврђења (срушено у 19. веку), августинском бастиону (Augustinerbastei). Првобитно ту се налазила дворска канцеларија за грађевину (Hofbauamt) из друге половине 17. века, коју је директор канцеларије Емануел Телес де Силва између 1742-1745. године изградио у палату. Године 1795. палату је откупио надвојвода Алберт од Саксоније-Тешина, по којем палата данас носи свој назив. Алберт или Албрехт дао је проширити палату, чији је пројектант и водитељ градње био Луј де Монтојер (Louis de Montoyer), тако да палата од тада граниче са Хофбургом.
После смрти Алберта, палата је дошла у власништво његовог сестрића, надвојводе Карла од Аустрије. Под њим палата се даље градила. После Карла у палати живели су надвојводе Алберт од Аустрије-Тешина и Фридрих од Аустрије-Тешина. Године 1867. обављене су последње промене палате у стилу историзма.
Године 1919, након што је држава Аустрија прогласила републику, палата са богатом уметничком збирком прешла је у власништво Републике Аустрије. Године 1921. палата и збирка су добиле званичан назив Албертина. За време Другог светског рата тешко је страдала и после рата била је само скромно реновирана. На јахачком споменику надвојводе Алберта и данас се могу видети оштећена из тог времена.
Палата је између 1998. и 2003. године темељно рестаурирана и модернизована. Нарочито модернизовање палате био је разлог за дуготрајне расправе између завода за заштиту споменика културе које је одбијало модернизовање и претпостављеног министарства. У јавности посебно се критковало „соравија-крило“ (Soravia-Wing) које је финансирао познати аустријски архитекта и дизајнер Ханс Холајн (Hans Hollein) заједно са браћом Соравија, познатом породицом предузетника са кореном у Чешкој (подигли су нпр. Soravia Center Skopje у Скопљу, по тврдњама Соравија-групе тренутно најмодернију и највишу пословну зграду у граду).
Данас се у палати налазе графичка збирка Албертина, музичка збирка аустријске националне библиотеке и аустријски филмски музеј.